# Фрайбургская Высшая школа музыки

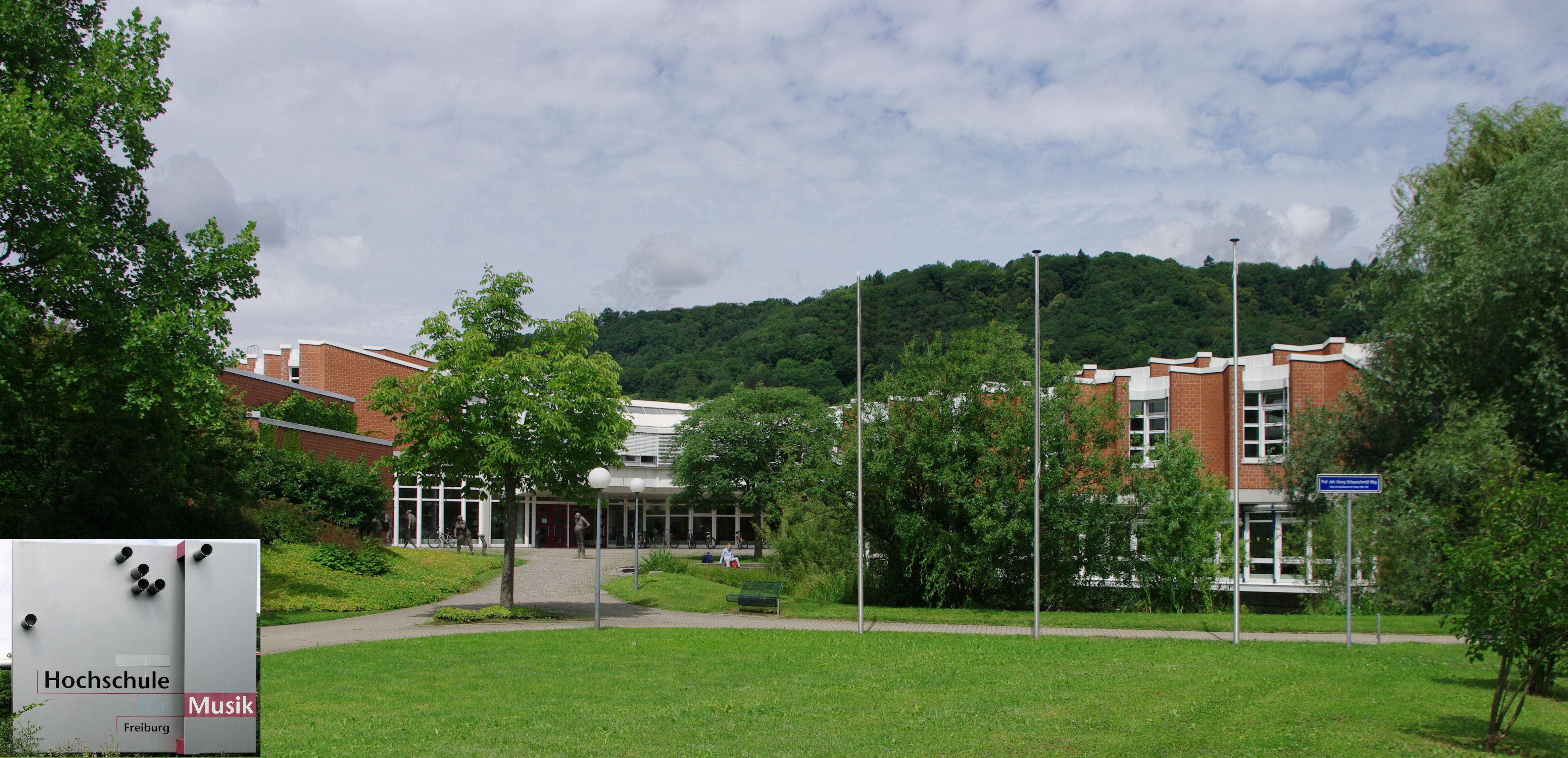
Фрайбургская высшая школа музыки

Фрайбургская Высшая школа музыки (нем. Hochschule für Musik Freiburg) — немецкая консерватория, расположенная во Фрайбурге. Основана в 1946 году.
Среди наиболее значительных достижений Фрайбургской Высшей школы музыки — работа Института новой музыки, открытого в её составе в 1954 году по инициативе и под руководством Вольфганга Фортнера; этот институт стал одним из важнейших европейских центров по развитию и исследованию электронной музыки.
Партнёрские отношения связывают Фрайбург с Одесской и Сиднейской консерваториями, Истменовской школой музыки, Варшавской музыкальной академией. Под патронатом Фрайбургской Высшей школы музыки проходит Международный конкурс скрипачей имени Людвига Шпора. Выпускники школы составили основу известных академических коллективов — ансамбля Ensemble Recherche (специализируется на исполнении новейшей музыки) и камерного Фрайбургского барочного оркестра (специализируется на исполнении музыки XVIII века).

## Руководители
- Густав Шек (1946—1964)
- Карл Зееман (1964—1974)
- Ларс Ульрих Абрахам (1974—1980)
- Иоганн Георг Шааршмидт (1980—1996)
- Мирьям Настаси (1996—2006)
- Рюдигер Нольте (2006—2017)
- Людвиг Хольтмайер (с 2017 г.)

## Известные преподаватели
- Харальд Генцмер
- Людвиг Дёрр
- Дитер Клёкер
- Виталий Маргулис
- Вольфганг Маршнер
- Орель Николе
- Тибор Сас
- Станислав Хеллер
- Клаус Хубер
- Йорг Видман

## Известные студенты
- Андраш Адорьян
- Фриц Вундерлих
- Вольфганг Рим
- Лукас Фельс